# حادثة اريان 5

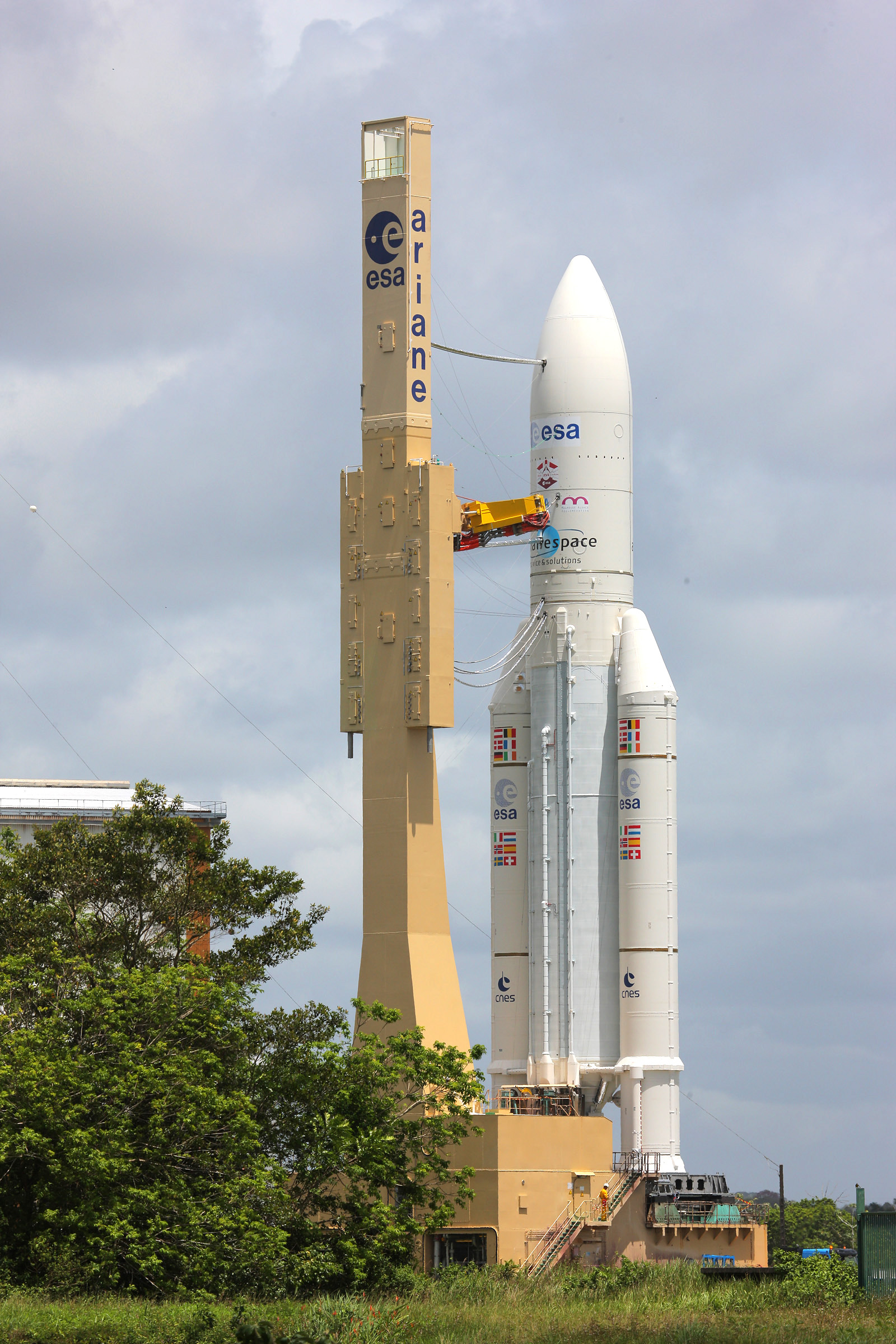
صاروخ أريان 5.

حادثة اريان 5، وقعت في 4 يونيو عام 1996، حيث كان الإطلاق الأول لصاروخ أريان 5 (Ariane 5) وقد انتهى بالفشل. بعد حوالى 45 ثانية من الإطلاق، وعند حوالى ارتفاع 3700 م، انحرف الصاروخ عن مسار رحلته ثم انفجر.
بدأ مهندسون من أريان 5 التحقيق في أسباب فشل الإطلاق. وفي الأيام التالية شكل مُدِيرُو الشركة المسؤلة عن تصنيع الصاروخ مجلس تحقيق مستقل وقد اسندوا إليه هذه المهات:
- تحديد أسباب فشل إطلاق الصاروخ.
- التحقيق في إذا ما كانت اختبارات التأهيل والقبول كانت مناسبة فيما يتعلق بالمشكلة التي حدثت.

## أسباب الفشل
- فشل إطلاق أريان 5 كان بسبب نقص في معلومات التوجيه والإرشاد، حيث تم الاشتعال المتسلسل للصاروخ في خلال 37 ثانية فقط من بعد بداية تشغيل المحرك الرئيسى للصاروخ ب 30 ثانية.
- هذا النقص في المعلومات كان بسبب اخطاء في المواصفات والتصميم في سوفتوير القصور الذاتى للنظام المرجعى.[1]